# セオフィロス3世 (エルサレム総主教)
エルサレム総主教セオフィロス3世（ギリシア語: Θεόφιλος Γ΄、1952年4月4日 - ）は、正教会の第141代エルサレム総主教。

## 経歴
ペロポネソス半島出身のギリシア人。アテネ大学で神学を学びロンドンで修士号を得ている。
2005年2月にタボル大主教座に着座。その後、退任させられた前職のイリネオス1世の後任として、2005年8月22日にエルサレム総主教庁聖シノドにおいて全会一致でエルサレム総主教に選出され、同年11月22日に着座した。
母国語はギリシア語で、英語、アラビア語を話せる。